# Mykoła Buraczek

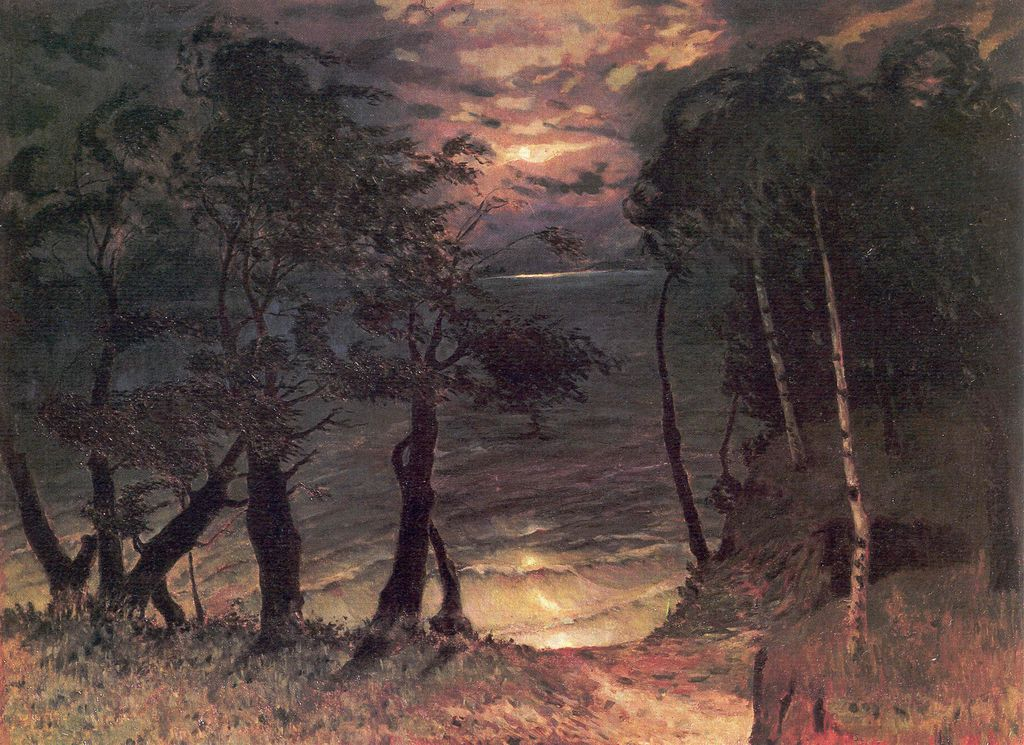
Jęczy i wyje Dniepr szeroki, 1941

Mykoła Buraczek (ur. 16 marca 1871 w Latyczowie, zm. 12 sierpnia 1942 w Charkowie) – ukraiński malarz impresjonista.
Buraczek studiował malarstwo w Kijowie, a następnie na Akademii Sztuk Pięknych w Krakowie, którą ukończył w 1910 w klasie Jana Stanisławskiego. Jeszcze jako student po raz pierwszy wystawił swoje prace (w 1907). W latach 1910–1912 przebywał w Paryżu, pracując w studiu Henriego Matisse’a. W 1917 został profesorem Ukraińskiej Państwowej Akademii Sztuk Pięknych, w której pracował przez pięć lat, przed przejściem do Kijowskiego Państwowego Instytutu Sztuki. W latach 1925–1934 rektor Charkowskiego Instytutu Sztuki, następnie ponownie pracownik instytutu w Kijowie.
Jego obrazy utrzymane były w duchu impresjonizmu, najczęściej malował krajobrazy Ukrainy. Był również autorem projektów dekoracji teatralnych do sztuk wystawianych w teatrach w Charkowie i Doniecku. W 1937 opublikował autobiografię Moje życie, zaś w dwa lata później monografię poświęconą Tarasowi Szewczence pt. Великий народний художник Т. Г. Шевченко. Był również autorem wielu artykułów poświęconych malarzom ukraińskim.